# بیلی فلینت
بیلی فلینت (انگلیسی: Billy Flint; ۱۲ مارس ۱۸۹۰ – ۵ فوریهٔ ۱۹۵۵) بازیکن فوتبال اهل بریتانیا بود.
از باشگاه‌هایی که در آن بازی کرده‌است می‌توان به باشگاه فوتبال نوتس کانتی اشاره کرد.